# BK Ventspils
El Basketbola Kluba Ventspils es un equipo de baloncesto letón que compite en la Latvijas Basketbola līga, la primera división del país. Tiene su sede en la ciudad de Ventspils. Disputa sus partidos en el Ventspils Olympic Center, con capacidad para 3085 espectadores.

## Historia
El equipo se fundó en 1994, alcanzando las finales de la liga letona en 1998 y 1999. Al año siguiente ganaron su primer campeonato, iniciando una racha que les llevó a lograr 7 títulos consecutivos. Participaron en competiciones internacionales, siendo su mejor éxito en 2005, cuando alcanzaron los cuartos de final de la Copa ULEB. Ganaron su último campeonato en 2009, tras derrotar al Barons LMT en el séptimo y definitivo partido de la final.

## Palmarés
- Latvian-Estonian Basketball League
  - Campeón (1): 2019

- Liga de Letonia
  - Campeón (10): 2000, 2001, 2002, 2003, 2004, 2005, 2006, 2009, 2014, 2018
  - Finalista (9): 1998, 1999, 2007, 2011, 2012, 2013, 2015, 2017, 2019

- Liga Báltica
  - Campeón (1): 2013